# Tango (animação)
Tango é um curta-metragem de animação polonês de 1981 escrito e dirigido por Zbigniew Rybczyński. Ganhou o Oscar de Melhor Curta-Metragem de Animação no 55.º Oscar.